# Taygetis laches
Taygetis laches är en fjärilsart som beskrevs av Fabricius 1793. Taygetis laches ingår i släktet Taygetis och familjen praktfjärilar. Inga underarter finns listade i Catalogue of Life.

## Bildgalleri

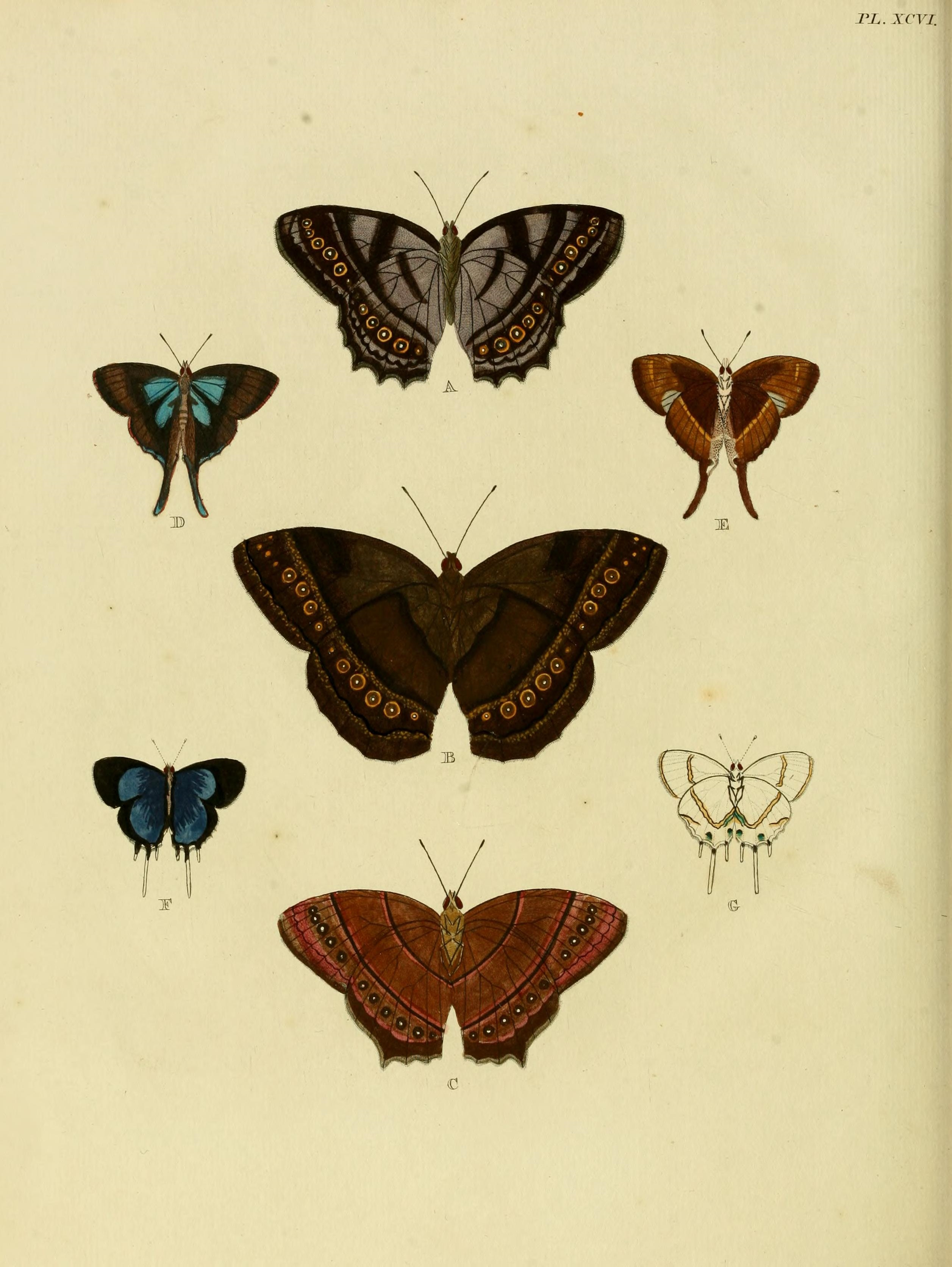
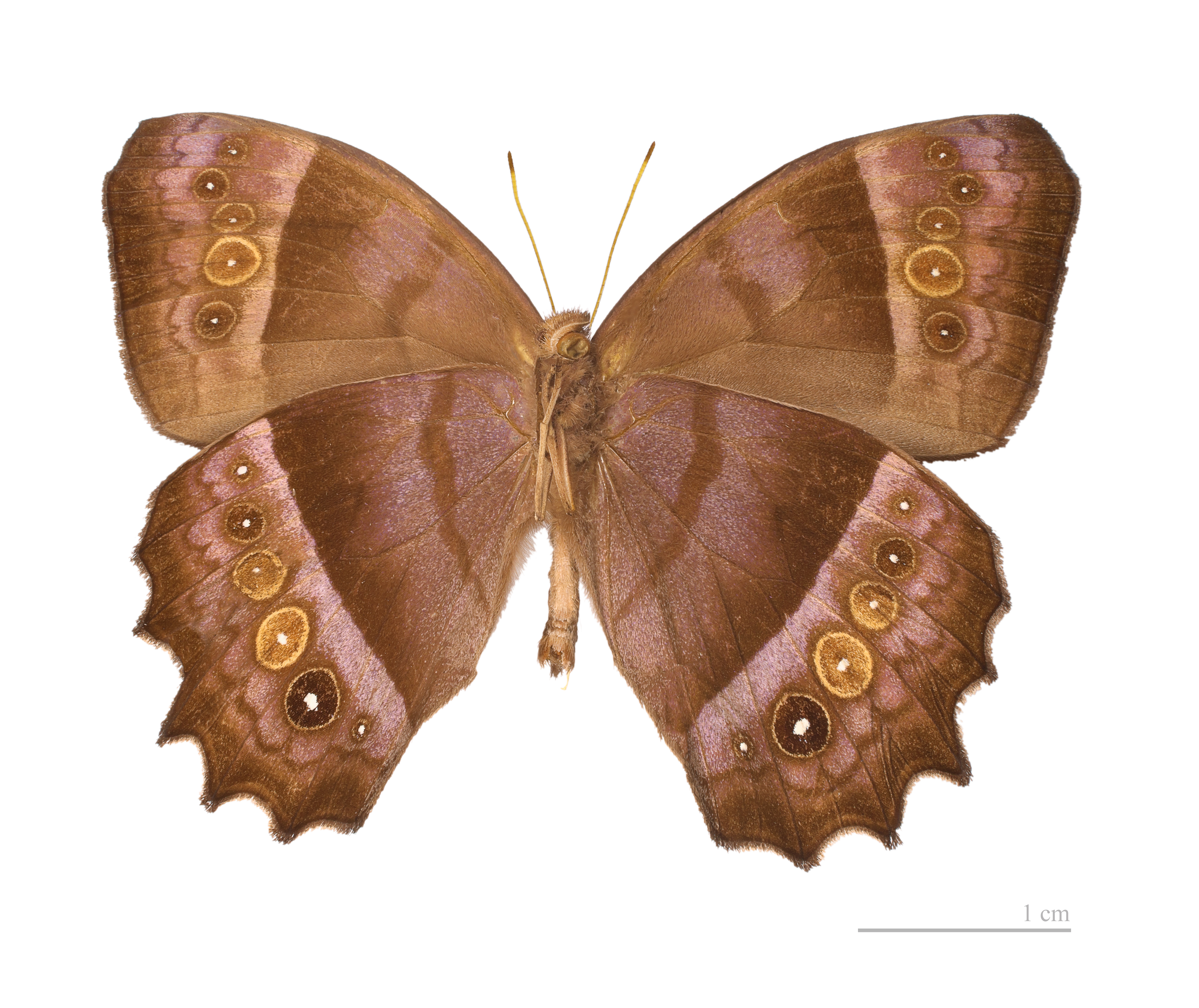
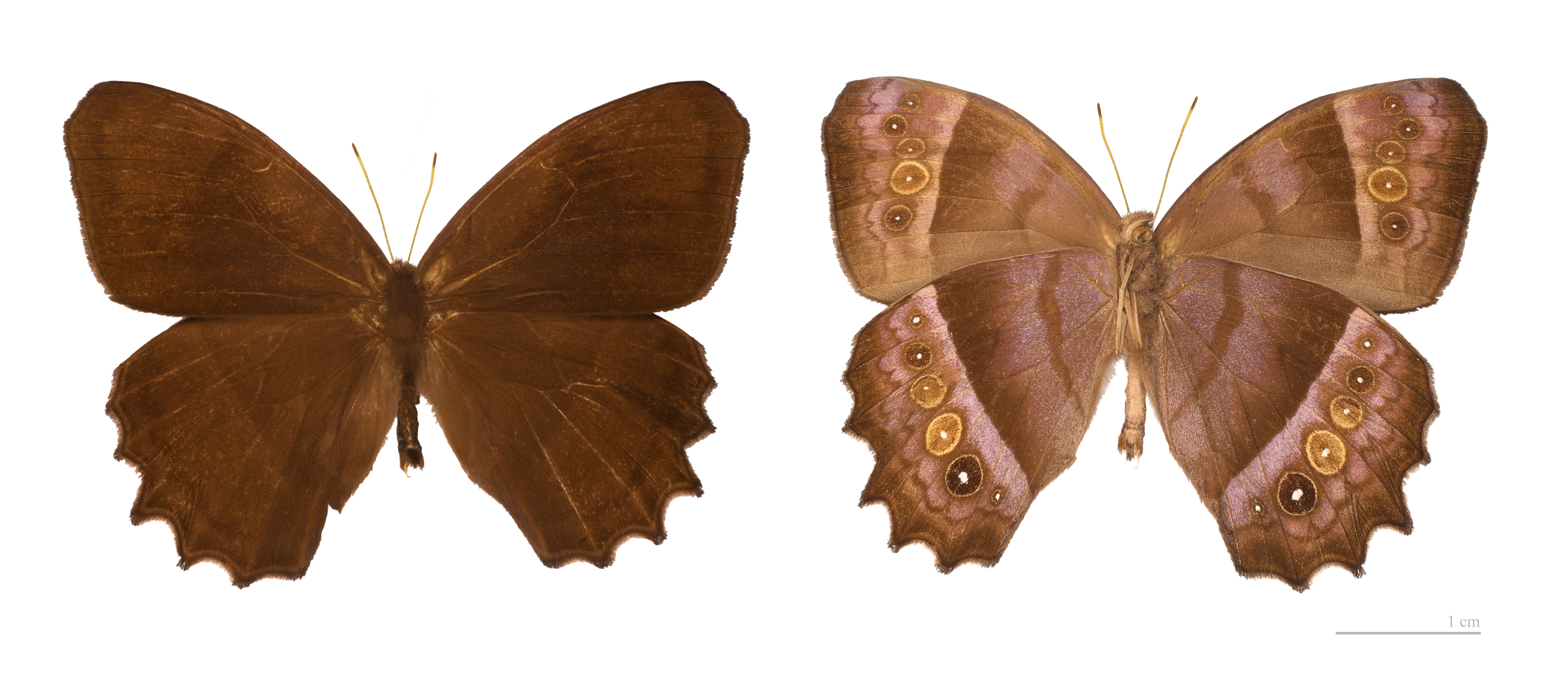
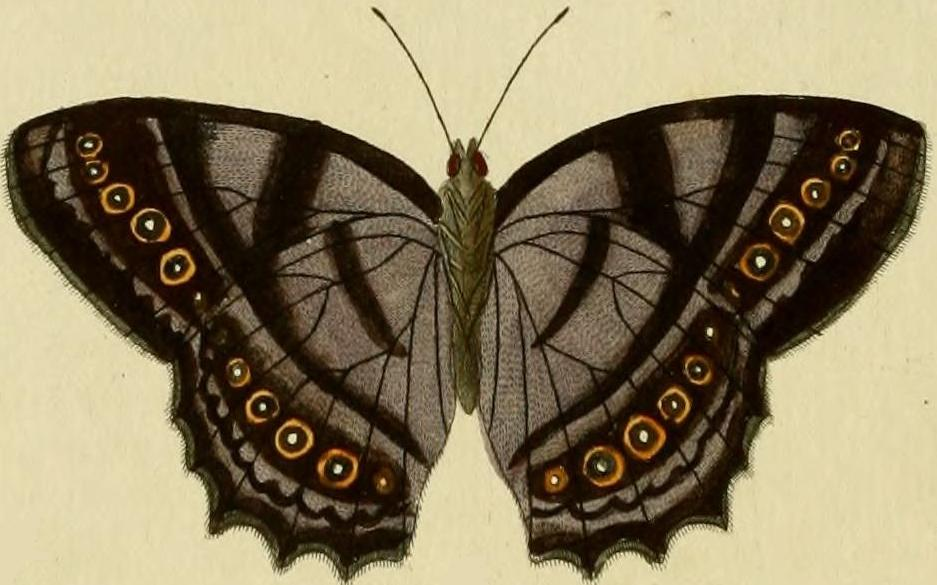